# Alfred Thieme (Unternehmer)

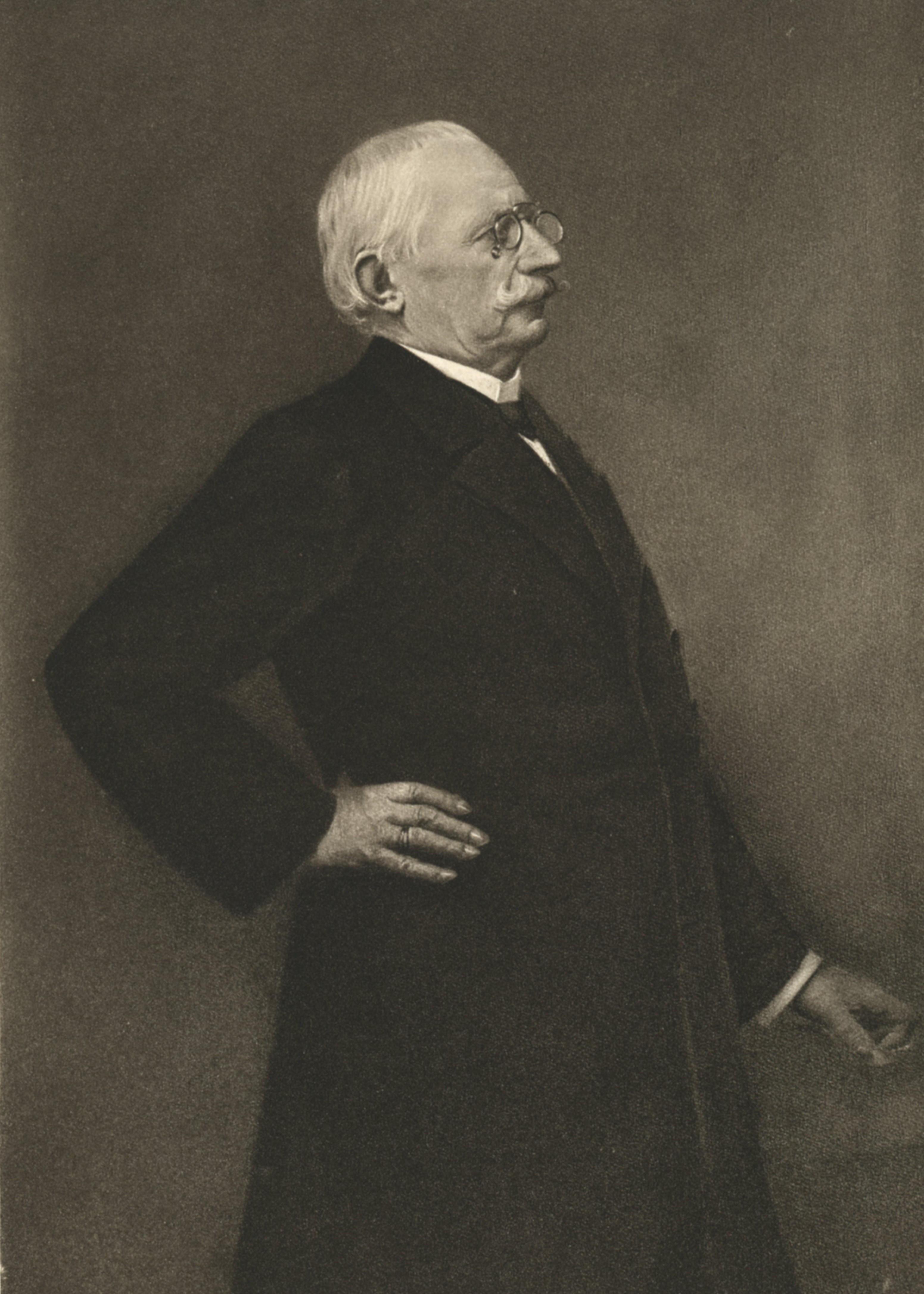
Alfred Thieme

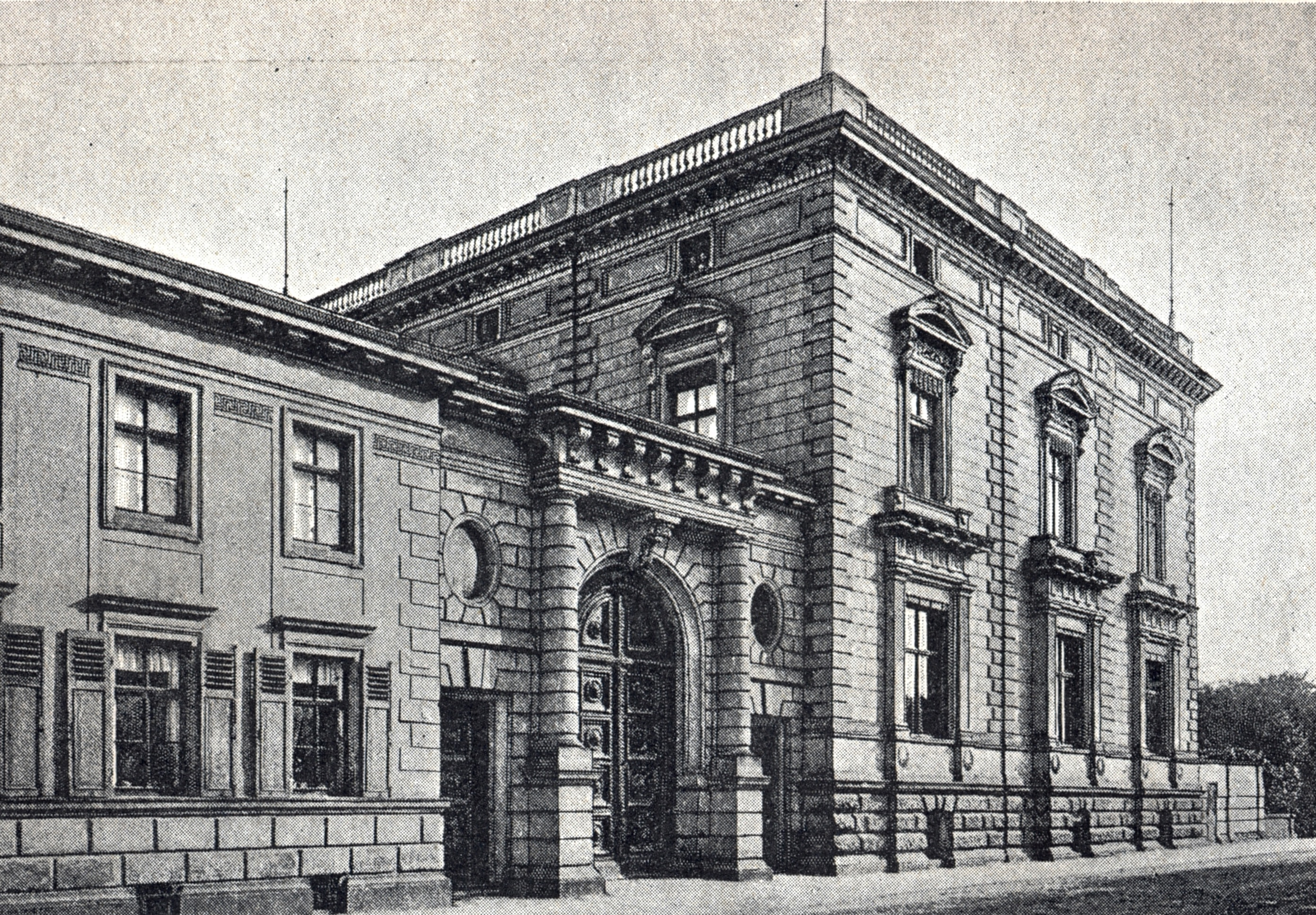
Villa Thieme in Leipzig (im Zweiten Weltkrieg zerstört)

Conrad Alfred Thieme (* 2. Mai 1830 in Leipzig; † 2. April 1906 ebenda) war ein deutscher Unternehmer, Generalkonsul und Kunstsammler. 

## Leben
Alfred Thieme war der Sohn des Leipziger Bankiers Conrad Friedrich August Thieme. Er war persönlich haftender Gesellschafter der Eisen-, Blech und Träger-Großhandlung C. F. Weithas Nachfolger. Thieme war von 1890 bis 1896 Präsident der Handelskammer zu Leipzig.
Thieme galt als einer der reichsten Männer Sachsens. 1874–1876 ließ er sich von dem für Leipziger Architekten Arwed Roßbach eine repräsentative Villa mit Nebengebäuden an dem nach 1945 aufgelassenen Abschnitt der Weststraße errichten. Er stiftete 1886 dem Museum der bildenden Künste in Leipzig 66 niederländische Gemälde seiner Sammlung. Eine zweite von ihm zusammengetragene, noch wertvollere Sammlung wurde 1916 vom Leipziger Museum erworben.
Von 1891 bis zu 1901 gehörte er als vom König ernanntes Mitglied der 1. Kammer des Sächsischen Landtags an.
Er war verheiratet mit Anna, geborene Crayen (1833–1915). Die Eheleute wurden im Erbbegräbnis der Familie Thieme in der I. Abteilung (Nr. 28) des Neuen Johannisfriedhofs beerdigt.
Zu seinen Söhnen zählten der Verleger Georg Thieme (1860–1925) und der Kunsthistoriker Ulrich Thieme (1865–1922).